# Podbiele (Lubusz)
Pour les articles homonymes, voir Podbiele.
Podbiele (prononciation : [pɔdˈbjɛlɛ]) est une localité polonaise de la gmina de Sulęcin dans le powiat de Sulęcin de la voïvodie de Lubusz dans l'ouest de la Pologne.
Elle se situe à environ 13 kilomètres à l'est de Sulęcin (siège de la gmina et du powiat), 32 kilomètres au sud de Gorzów Wielkopolski (capitale de la voïvodie) et 68 kilomètres au nord de Zielona Góra (siège de la diétine régionale).

## Histoire
Après la Seconde Guerre mondiale, avec la mise en œuvre de la ligne Oder-Neisse, le territoire de la localité
est intégré à la République populaire de Pologne. La population d'origine allemande est expulsée et remplacée par des polonais.
De 1975 à 1998, la localité appartenait administrativement à la voïvodie de Gorzów.

Depuis 1999, elle appartient administrativement à la voïvodie de Lubusz